# Federación Colombiana de Fútbol
La Federación Colombiana de Fútbol (FCF), o Colfútbol, es el ente que rige las leyes del fútbol, fútbol sala y fútbol playa en Colombia. Fue fundada en 1924 y está afiliada a la FIFA y a la Conmebol desde 1936. Es un miembro de la Confederación Sudamericana de Fútbol (Conmebol) y está a cargo de las selecciones de Colombia de fútbol en sus ramas masculina y femenina, además de todas sus categorías inferiores. Está también a cargo de las selecciones de fútbol sala en sus dos ramas (masculina y femenina), además de las categorías juveniles que participan en los torneos de fútbol sala. Igualmente, está a cargo de la Selección Colombia de fútbol playa que participa en los torneos de la especialidad.
La federación está constituida por clubes aficionados y profesionales, además de las ligas departamentales. La División Mayor del Fútbol Colombiano (Dimayor), donde están asociados los clubes profesionales, es la entidad encargada de organizar los torneos nacionales de clubes profesionales en Primera y Segunda Categoría, además de la Copa Colombia, la Superliga y la Liga Profesional Femenina, mientras que la División Aficionada del Fútbol Colombiano (Difutbol) se encarga de organizar los torneos de clubes aficionados en mayores y juveniles, además de los campeonatos de ligas departamentales en las categorías juveniles.
La FCF organiza directamente el Campeonato Sub-20 de fútbol y la Liga Colombiana de Fútbol Sala. En el pasado organizaba el Torneo Nacional de Futsal (Segunda División del fútbol sala nacional) y la Superliga de Fútsal, cuando la Liga coronaba dos campeones en el año.
El actual logo de la Federación Colombiana de Fútbol, fue elaborado en 1971 por la diseñadora gráfica Rosalba Chiriví de Gélvez, graduada de la Universidad Nacional de Colombia. Fue encargada por Alfonso Senior Quevedo para que ella hiciera la imagen corporativa de la entidad, que se preparaba para el Torneo Preolímpico Sudamericano Sub-23 de 1972.

## Historia

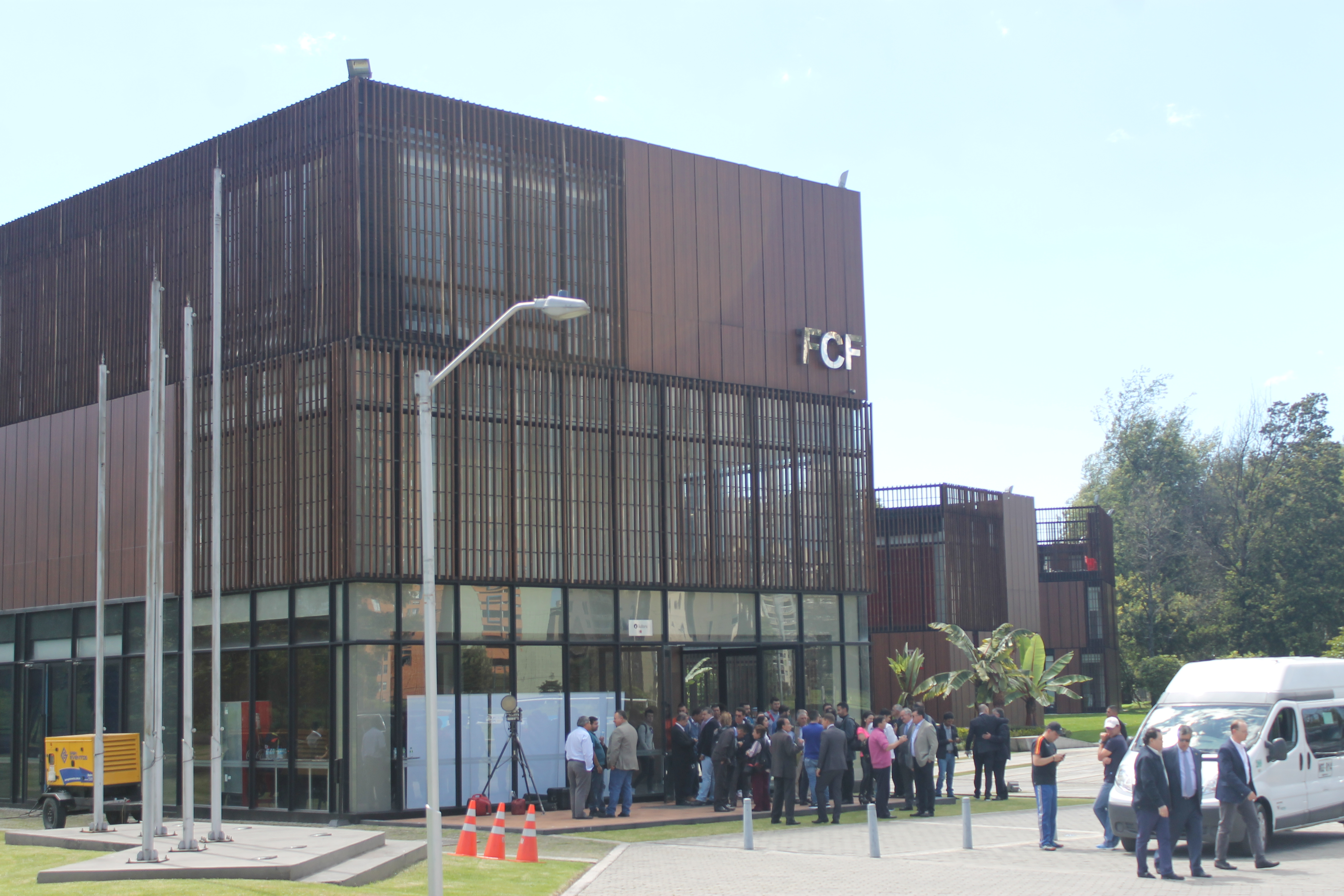
Sede de la Federación Colombiana de Fútbol en Bogotá.

En la ciudad de Barranquilla se tomó la iniciativa de fundar el 12 de octubre de 1924 la Liga de Football Atlántico. Solo en 1927 se le otorgó el reconocimiento jurídico del Gobierno Nacional, en resolución 34, con la firma del Presidente Miguel Abadía Méndez. Carlos Lafaurie Roncallo, como presidente de la Liga de Foot-ball del Atlántico, citó a una asamblea extraordinaria en Barranquilla División Aficionada del Fútbol Colombiano el 8 de junio de 1936 para introducirle una reforma a los estatutos, la cual era exclusivamente su denominación. Allí se incluían clubes de Barranquilla, Santa Marta, Cartagena de Indias y demás ciudades caribeñas. Posteriormente Emilio Royo, presidente de la Liga, envió emisarios a las diferentes regiones del país para que empezaran a organizarse en verdaderas seccionales o provincias para conformar una entidad nacional. 
Ayudó mucho a esa causa la realización de los Juegos Nacionales, tanto los de 1928 en Cali como los de 1935 en Barranquilla. Con los intercambios empezaron a afiliarse clubes de Medellín, Manizales, Cali, Bucaramanga y Bogotá. Se tomó la decisión del cambio de nombre. De Liga de Foot-ball del Atlántico pasó a denominarse Asociación Colombiana de Fútbol (Adefútbol). Con el reconocimiento nacional, resolución número 72 de 1936, firmada por el presidente Alfonso López Pumarejo y el ministro de Gobierno, Lafaurie envió la documentación a la FIFA para su aprobación internacional. Y fue el 14 de agosto de 1936, en el Congreso de la FIFA celebrado en Berlín con ocasión de los Juegos Olímpicos, que se analizó y se aprobó en primera instancia la afiliación de Colombia al máximo organismo del fútbol mundial. En una carta del 17 de octubre de 1936, el secretario general de la FIFA, D.J.Schuther, le comunicó a la Asociación Colombiana de Fútbol que había sido aceptada como nuevo miembro de la entidad. Y tal determinación fue ratificada en una nota del 5 de enero de 1937, en donde además se le dice que los 280 francos suizos enviados le cubren a Colombia las cuotas hasta el 31 de diciembre de 1937. 
Con motivo de los 400 años de fundación de Cali, en julio de 1937, se organizó un torneo internacional con equipos de México, Argentina, Ecuador y Cuba. Para esa competencia, la Adefútbol integró lo que se puede llamar el primer seleccionado nacional. La primera selección Colombia de manera oficial se conformó para la realización en Bogotá de los primeros Juegos Bolivarianos, como un homenaje de la Organización Deportiva Bolivariana (Odebo) a los 400 años de fundación de la capital del país, y que se llevaron a cabo entre el 6 de agosto de 1938, día del cuadricentenario de la ciudad, y el 22 del mismo mes. Finalizando la década de 1930, de aquellos días de regocijo por la aparición en el ámbito internacional se pasó a la permanente lucha de poder, precisamente por la evolución del fútbol en otras regiones del país En 1939, el Gobierno tuvo que intervenir porque se reclamaba para Medellín la sede de la Adefútbol. El respaldo fue para la entidad oficial. En 1944, las ligas de Cundinamarca, Valle del Cauca y Antioquia quisieron apoderarse de la Adefútbol, pero la FIFA envió una carta en la que refrendaba el visto bueno hacia el ente en Barranquilla. Por eso, al Suramericano de Chile se fue con un equipo netamente costeño. La década de 1940 marcó la tendencia hacia el profesionalismo, que llevó al nacimiento de la liga profesional en 1948, con la creación de la Dimayor. Esto acrecentó las disputas intestinas entre la dirigencia del fútbol, por las cantidades de dinero que empezaban a ventilarse y, por ende, la lucha por el poder.
Coincidió aquel nacimiento rentado con las huelgas en otros países suramericanos, especialmente Argentina, para desembocar en el famoso El Dorado a partir de 1949. Por tal motivo, el fútbol colombiano fue desafiliado de la FIFA, acusado de “piratería”. Fue readmitido el 24 de octubre de 1951, con el llamado Pacto de Lima, en el que se comprometió a devolver las estrellas extranjeras, a más tardar el 15 de septiembre de 1954. En 1958, nuevamente se presentó la “Rebelión de las ligas”. Bajo el liderazgo de Antioquia, Cundinamarca y Valle, 12 ligas se reunieron y programaron un campeonato nacional, además de crear Codefútbol. Pero fue un movimiento que no tuvo ningún eco, porque ya prácticamente la Dimayor era la que dominaba el concierto nacional con su campeonato profesional. El duelo ADEFÚTBOL vs. Dimayor explotó en 1961, cuando se avecinaba la eliminatoria para el Campeonato Mundial de Chile. La rectora nacional le solicitaba a la liga profesional sus participaciones en dinero por los torneos y las transacciones que realizaba. La disputa resolvió la Conmebol el 16 de diciembre en el Congreso de Río de Janeiro: la Dimayor asumía el manejo del fútbol en Colombia. Por eso, el 13 de enero de 1962, en la Biblioteca Nacional se convocó a una asamblea general (ligas y clubes profesionales) para conformar un nuevo Comité Ejecutivo. Quedó como Presidente Luis Benedetti Gómez. Pero nuevamente las asperezas surgieron en 1964. Mientras la Adefútbol nombraba a Eduardo Carbonell Insignares como nuevo presidente, la Dimayor y un buen número de ligas se reunieron en Villa del Rosario (19 de junio) para crear la Federación Colombiana de Fútbol (Fedebol), y eligieron como presidente a Alfonso Senior Quevedo. Las buenas relaciones de Senior a nivel internacional, le permitieron el reconocimiento de la FIFA en el Congreso celebrado en Londres en 1966, días antes del Campeonato Mundial. 
El ente ecuménico le otorgó el rótulo de “Comité Provisional” para que revisara y enderezara el camino en Colombia. Finalmente, el 15 de junio de 1971 se realizó una asamblea general para darle vida a la Federación Colombiana de Fútbol, con la sigla de Colfútbol, tal como se mantiene en el presente. Su presidente: Eduardo Carbonell Insignares. En 1964 Colombia organizó el Campeonato Sudamericano Sub-20 de 1964. En 1974, la FIFA adjudicó a Colombia la responsabilidad de organizar la Copa Mundial de Fútbol de 1986, pero el presidente Belisario Betancur anunció en noviembre de 1982 la declinación de la sede ante la imposibilidad de cumplir con los requerimientos que la FIFA exigía para celebrar el evento. En 1987 organizó nuevamente el Campeonato Sudamericano Sub-20. Repitió en 1992 con sede en Medellín organizando el Sudamericano. Al año siguiente organizó el Sudamericano Sub-17. En el año 1987, en consenso con los presidentes de las asociaciones miembro de la Conmebol definieron la rotación de países como sede de la Copa América;  a Colombia le correspondió la organización de la Copa América 2001.

## Sedes

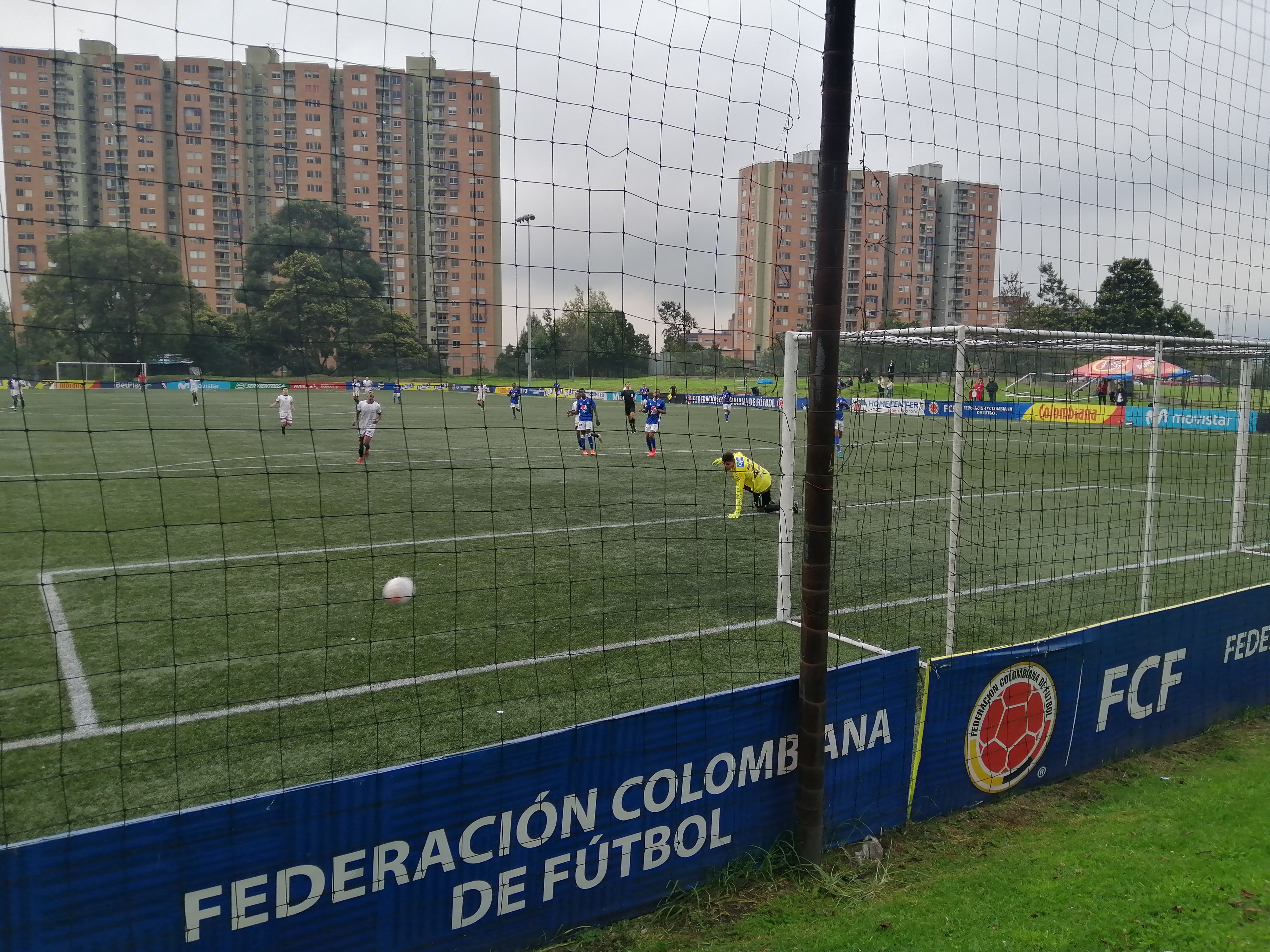
Cancha de la Sede Deportiva de la FCF en Bogotá.

La Federación Colombiana de Fútbol cuenta con dos sedes, la primera de ellas es la Sede Deportiva en Bogotá, donde también queda el área administrativa. La otra instalación es la Sede de Selecciones Colombia en Barranquilla, inaugurada en octubre de 2021.
En la sede deportiva de Barranquilla actualmente (2025) se encuentra en construcción un hotel que sirva para las concentraciones de la Selección Colombia masculina de mayores.

## Torneos de clubes organizados por la FCF
| Torneo                | Última edición | Campeón vigente | Más campeonatos    | Estatus   |
| --------------------- | -------------- | --------------- | ------------------ | --------- |
| Supercopa Juvenil FCF | 2025           | Fortaleza CEIF  | Deportivo Cali (3) | Formativo |

## Estructura
| Nivel | Entidad(es)                                                           | Entidad(es)                                                           | Entidad(es)                                                           | Entidad(es)                                                                  | Entidad(es)                                                                  | Entidad(es)                                                                  | Entidad(es)                         |
| ----- | --------------------------------------------------------------------- | --------------------------------------------------------------------- | --------------------------------------------------------------------- | ---------------------------------------------------------------------------- | ---------------------------------------------------------------------------- | ---------------------------------------------------------------------------- | ----------------------------------- |
| 1     | Federación Colombiana de Fútbol FCF                                   | Federación Colombiana de Fútbol FCF                                   | Federación Colombiana de Fútbol FCF                                   | Federación Colombiana de Fútbol FCF                                          | Federación Colombiana de Fútbol FCF                                          | Federación Colombiana de Fútbol FCF                                          | Federación Colombiana de Fútbol FCF |
| 2     | División Mayor del Fútbol Colombiano Dimayor 36 clubes profesionales. | División Mayor del Fútbol Colombiano Dimayor 36 clubes profesionales. | División Mayor del Fútbol Colombiano Dimayor 36 clubes profesionales. | División Aficionada del Fútbol Colombiano Difutbol 34 ligas departamentales. | División Aficionada del Fútbol Colombiano Difutbol 34 ligas departamentales. | División Aficionada del Fútbol Colombiano Difutbol 34 ligas departamentales. |                                     |

## Comité Ejecutivo[8]
- Presidente: Ramón Jesurún Franco

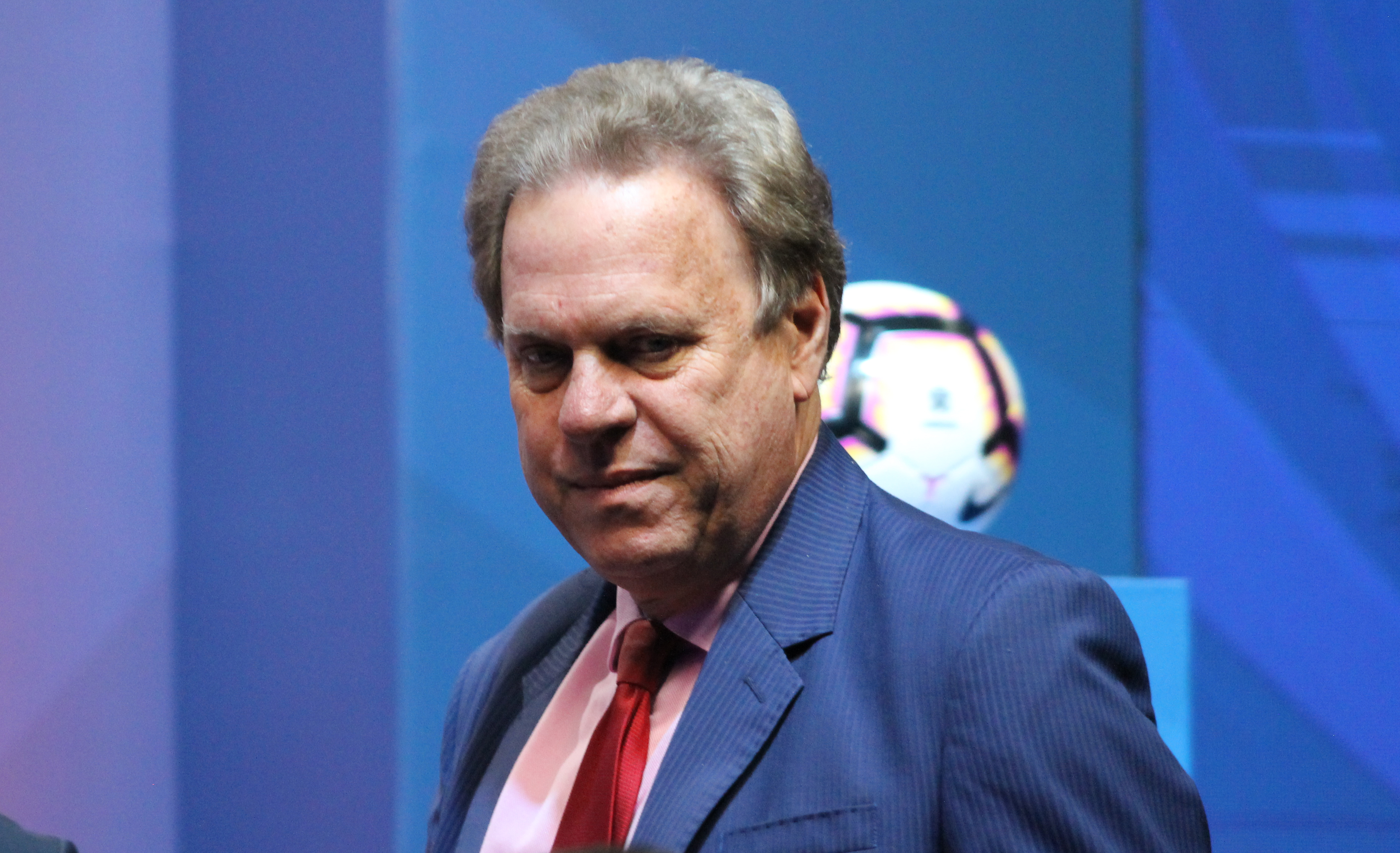
Ramón Jesurún, presidente de la Federación Colombiana de Fútbol.

- Vicepresidente: Fernando Jaramillo Giraldo
- Vicepresidente: Álvaro González Alzate

- Representante Dimayor: Luis Gabriel Miranda Buelvas
- Representante Dimayor: Juan Fernando Mejía Pérez
- Representante Difutbol: Elkin Arce Mena
- Representante Difutbol: Jaime Ordoñez

## Presidentes
- 1924: Carlos Vicente Queveda (Adefútbol)
- 1958: Efraín Borrero. (Adefútbol)
- 1961: Pedro Nery López. (Adefútbol)
- 1962: Jorge Luis Benedetti Gómez. (Adefútbol)
- 1964: Eduardo Carbonell Insignares. (Adefútbol)
- 1964: Alfonso Senior Quevedo (Fedebol).
- 1971: Eduardo Carbonell Insignares.
- 1975: Alfonso Senior Quevedo.
- 1982: León Londoño Tamayo.
- 1992: Juan José Bellini.
- 1995: Hernán Mejía Campuzano (interino).
- 1996: Álvaro Fina Domínguez.
- 2002: Óscar Astudillo.
- 2006: Luis Bedoya Giraldo.
- 2015:  Ramón Jesurún.

## Seleccionadores actuales
- Selección Mayor masculina:  Néstor Lorenzo
- Selección Mayor femenina:  Ángelo Marsiglia
- Selección masculina Sub-23:  Vacante
- Selección masculina Sub-20:  César Torres
- Selección masculina Sub-17:  Freddy 'Churta' Hurtado
- Selección masculina Sub-16:  Jorge 'Chamo' Serna[9]
- Selección masculina Sub-15:  Jorge 'Chamo' Serna
- Selección femenina Sub-20:  Carlos Paniagua
- Selección femenina Sub-17:  Carlos Paniagua
- Selección femenina Sub-15:  Alejandro Camacho[10]
- Selección Mayor Masculina de Fútbol Sala:  Roberto Bruno[11]
- Selección masculina Sub-20 de Fútbol Sala:  Roberto Bruno
- Selección masculina Sub-17 de Fútbol Sala:  Roberto Bruno
- Selección Mayor Femenina de Fútbol Sala:  Roberto Bruno
- Selección femenina Sub-20 de Fútbol Sala:  Roberto Bruno
- Selección Mayor masculina de Fútbol Playa:  Santiago Alzate
- Selección masculina Sub-20 de Fútbol Playa:  Santiago Alzate